# Marc de la Brassinne
Marc de la Brassinne, né le 29 octobre 1953 au château du Thier del Borne à Saint-Hubert (Belgique), est un magistrat belge.

## Biographie
Il épousa le 25 octobre 1980 Marie-Bénédicte Ruffo de Bonneval de La Fare des Comtes de Sinopoli de Calabre,.
Nommé Substitut du Procureur général près la Cour d'appel de Liège à 31 ans, il fut le plus jeune haut magistrat de Belgique. Très doué, extrêmement brillant, il était redoutable et redouté des avocats au point que la chambre correctionnelle où il occupait le siège de l'accusation était surnommée la « Chambre de fer ». 
Amateur d'art et d'histoire, il acquit plusieurs demeures de prestige qu'il restaura et réaffecta, tel que le Château de Sainval à Tilff (Belgique), le Château Le Freuheu à Spa encore le Château Nagelmackers, à Angleur (Belgique).
Il réalisa d'importants bénéfices dans des opérations immobilières. Son train de vie fastueux et sa morgue aristocratique lui valurent de sérieuses jalousies surtout dans les milieux judiciaires. 
Il était l'Avocat général lorsqu'éclata l'affaire Dutroux. À la suite de délations qui s'avèreront calomnieuses, Marc de la Brassinne fut éclaboussé par le scandale en 1997. Au terme d'un long procès, il fut blanchi des accusations portées contre lui mais fut quand même condamné par la Cour d'appel de Bruxelles le 20 juin 2001 pour avoir occupé un travailleur non-déclaré aux travaux d'entretien d'un de ses châteaux. 
Cet épisode tragique de son existence a fait l'objet d'un reportage diffusé sur la RTBF et titré L'affaire de la Brassinne.
Il fut mis à la retraite le 1er novembre 2007 puis réhabilité par arrêt de la Cour d'appel du 5 mars 2009.

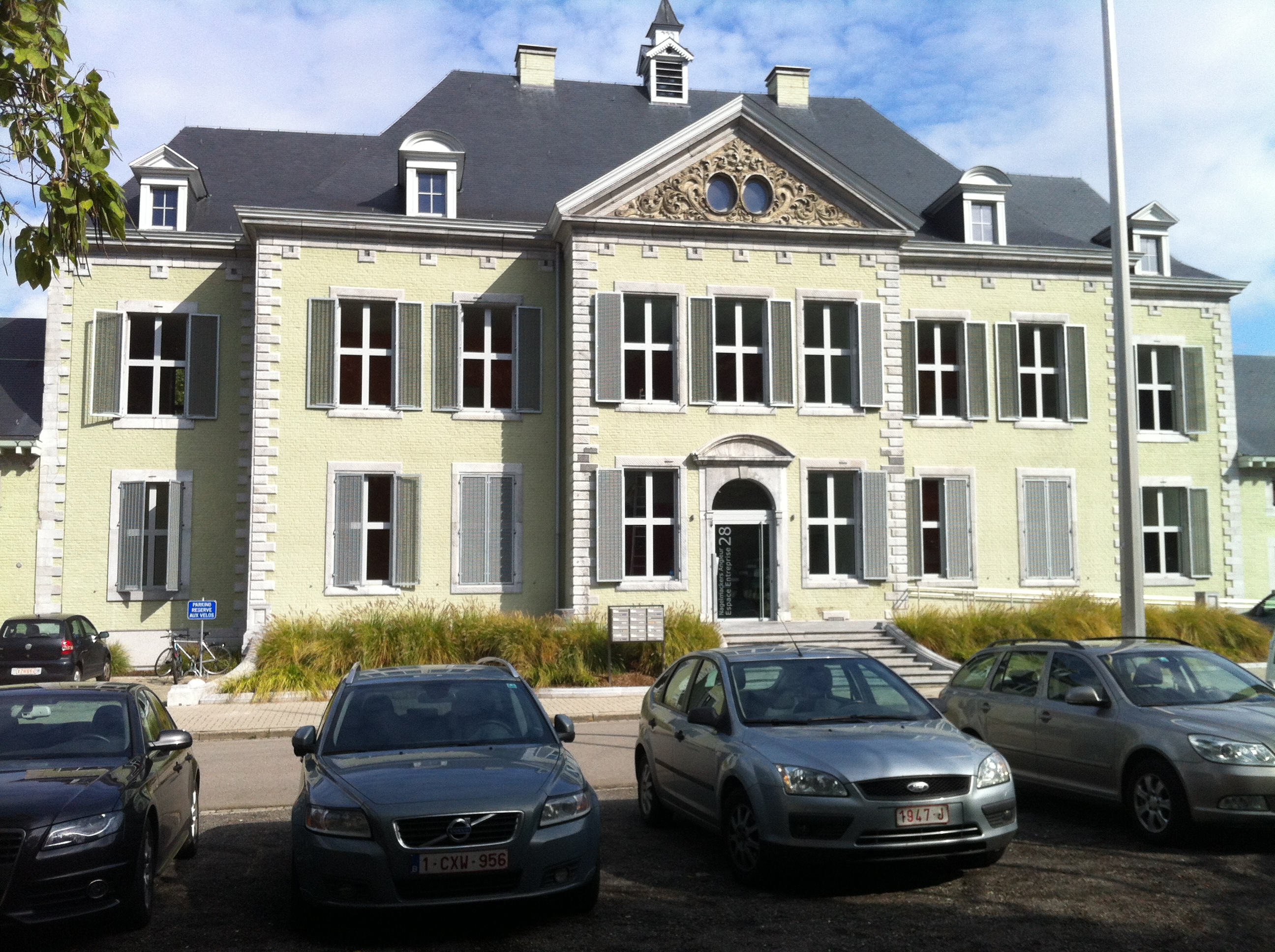
Château Nagelmackers (Angleur) que Marc de la Brassinne sauva de la destruction